# Joseph Alston

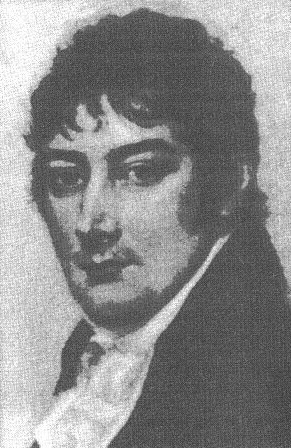
Joseph Alston

Joseph Alston (* um 1779 in All Saints Parish, South Carolina; † 19. September 1816 in Charleston, South Carolina) war ein amerikanischer Plantagenbesitzer, Politiker und von 1812 bis 1814 Gouverneur von South Carolina.

## Frühe Jahre
Alston war der Sohn von Oberst William Alston, einem Reis-Anbauer und Mary Ashe. Das Geburtsdatum von Joseph Alston ist unbekannt. Die Quellen gehen aber von 1779 als seinem Geburtsjahr aus. 1793–1794 besuchte er die Oberschule in Charleston. 1795–1796 besuchte er das College of New Jersey, die spätere Princeton University, die er ohne Abschluss verließ. Danach studierte er bei Edward Rutledge Jura und wurde 1799 als Rechtsanwalt zugelassen. Im Jahr 1800 bereiste er die amerikanischen Kolonien. Seine Hauptaugenmerk lag neben der Politik auf der Führung seiner Plantage.

## Plantagenbesitzer
Alston hatte von seinem Großvater Joseph Alston die 5300 ha große Oaks Plantage am Waccamaw geerbt, zusammen mit 100 Sklaven. Bei seiner Hochzeit mit Theodosia Burr, Tochter von Aaron Burr schenkte ihm sein Vater William Alston die Hagley Plantage am selben Fluss (All Saints Parish). Später erwarb Alston weitere 8000 ha Land im Kirchspiel von All Saints und im Greenville District. Hier ließ er ein Sommerhaus bauen. Bei seinem Tod gehörten ihm etwa 300 Sklaven.

## Politische Karriere
Seine politische Laufbahn begann im Jahr 1802 mit seiner Wahl in das Abgeordnetenhaus von South Carolina. Dieses Mandat behielt er zunächst bis 1803. Zwischen 1805 und 1812 war er ununterbrochen Mitglied dieses Gremiums, zuletzt als Sprecher des Hauses. Alston war Mitglied der Demokratisch-Republikanischen Partei, die von Thomas Jefferson angeführt wurde. Diese Partei nominierte ihn im Jahre 1812 für das Amt des Gouverneurs und das mehrheitlich von seiner Partei dominierte Abgeordnetenhaus wählte ihn anschließend in dieses Amt.

## Gouverneur von South Carolina
Seine Amtszeit dauerte genau zwei Jahre und begann am 1. Dezember 1812. Gleich zu Beginn seiner Amtszeit wurde am 19. Dezember 1812 die Bank of South Carolina gegründet. Überschattet wurde seine Regierung vom Krieg gegen England. Hierbei kam es zu einem Konflikt zwischen der National Garde (Miliz) und dem Gouverneur. Einige Mitglieder der Truppe weigerten sich, sich den Befehlen des Gouverneurs und der regulären Armee zu unterstellen. Als sich keine Lösung der Krise abzeichnete, löste Alston die Truppe auf. Nun stieg aber die Besorgnis in South Carolina, dass man schutzlos britischen Angriffen ausgeliefert sei. Daher gab man dem Gouverneur nach. Er erhielt den Oberbefehl über die wieder ins Leben gerufene Truppe. Die ganze Affäre hatte ihm allerdings einen gewaltigen Prestigeverlust eingebracht.

## Weiteres Leben
Sein einziger Sohn verstarb auf Pawleys Island am 30. Juni 1812 durch „Fieber“, und seine Frau Theodosia verschwand um die Jahreswende 1812/13 auf ungeklärte Weise auf dem Schiff „Patriot“, das wahrscheinlich unterging. Von diesen beiden Schicksalsschlägen hatte er sich nicht mehr erholt. Er starb im September 1816.